# Rocky
Rocky (bra: Rocky, um Lutador) é um filme americano de 1976 do gênero drama esportivo dirigido por John G. Avildsen, e escrito e estrelado por Sylvester Stallone. É o primeiro filme da franquia Rocky, sendo também estrelado por Talia Shire, Burt Young, Carl Weathers e Burgess Meredith. No filme, Rocky Balboa (Stallone), um modesto lutador de um clube de boxe e que trabalha como cobrador de dívidas para um agiota da Filadélfia, tem uma chance improvável de ganhar o campeonato mundial de pesos pesados, detido pelo imbatível Apollo Creed (Weathers).
O longa entrou em desenvolvimento em março de 1975, depois que Stallone escreveu o roteiro em três dias. Entrou em um complicado processo de produção depois que Stallone se recusou a permitir que o filme fosse feito sem ele no papel principal. A United Artists finalmente concordou em escalar Stallone depois que ele rejeitou um acordo de seis dígitos pelos direitos do filme. A fotografia principal começou em janeiro de 1976, com as filmagens realizadas principalmente na Filadélfia; graças ao filme, os degraus de acesso ao Museu de Arte da Filadélfia viraram uma grande atração turística, ganhando o apelido de "Degraus de Rocky". Com um orçamento de produção estimado em cerca de US$ 1 milhão, Rocky popularizou os temas "da pobreza à riqueza" e do sonho americano dos dramas esportivos que precederam o filme.
Rocky teve sua premiere na cidade de Nova York em 20 de novembro de 1976, sendo lançado comercialmente nos Estados Unidos em 3 de dezembro de 1976. Mesmo lançado no final do ano, o filme conseguiu se tornar rapidamente a produção de maior bilheteria de 1976, arrecadando aproximadamente US$ 225 milhões em todo o mundo. Foi aclamado pela crítica especializada, com o longa recebendo elogios pelo roteiro de Stallone, bem como pelas atuações, direção, trilha sonora, cinematografia e edição do filme; recebeu dez indicações ao Óscar e ganhou três, incluindo o de Melhor filme. Foi classificado por inúmeras publicações como um dos maiores filmes de todos os tempos, bem como um dos filmes de esportes mais icônicos da história.
O filme e sua música tema se tornaram um fenômeno da cultura popular americana da década de 1970. Em 2006, a Biblioteca do Congresso selecionou Rocky para preservação no National Film Registry dos Estados Unidos como sendo "culturalmente, historicamente ou esteticamente significativo". Originou cinco sequências (com a primeiras delas, Rocky II, estreando em 1979), bem como três spin-offs.

## Enredo
Em 1975, o campeão mundial de boxe dos pesos-pesados Apollo Creed planeja realizar uma luta pelo título na Filadélfia durante as comemorações do Bicentenário dos Estados Unidos. No entanto, cinco semanas antes do evento, ele é informado de que seu oponente agendado não poderá competir devido a uma lesão na mão, e que todos os outros possíveis substitutos estão indisponíveis ou sem tempo hábil para entrar em forma. Já tendo investido pesado na promoção da luta, Creed decide oferecer a oportunidade a um lutador local.
Creed escolhe Rocky Balboa, um boxeador canhoto ítalo-americano que costuma competir em pequenas academias da cidade e trabalha como cobrador para um agiota da máfia. Conhecido como "O Garanhão Italiano", Rocky venceu sua última luta contra Spider Rico em um clube de boxe local. Em seguida, ele é procurado pelo promotor de eventos George Jergens, que lhe informa que foi escolhido por Creed para disputar o Campeonato Mundial dos Pesos-Pesados. Inicialmente relutante, Rocky acaba aceitando a proposta, que lhe pagará US$ 150.000. Ele inicia então um treinamento pouco convencional, utilizando até pedaços de carne como sacos de pancadas.
Mais tarde, Rocky é abordado por Mickey Goldmill, um ex-lutador peso-galo que virou treinador e dono da academia que frequenta. Mickey se oferece para ajudá-lo, mas Rocky hesita, pois o treinador nunca demonstrou muito interesse por ele antes, tratando-o como um talento desperdiçado. Contudo, ele acaba aceitando a oferta.
Paralelamente, Rocky começa a desenvolver um relacionamento com Adrian Pennino, uma mulher tímida que trabalha meio período em um pet shop. O irmão dela, Paulie, melhor amigo de Rocky, facilita o encontro entre os dois e se oferece para atuar como cornerman na luta, oferta que Rocky recusa. Com o tempo, Paulie passa a invejar o sucesso do amigo, mas Rocky o consola prometendo divulgar a empresa frigorífica onde Paulie trabalha (e onde Rocky treina), através de um patrocínio na luta contra Creed. Com isso, os dois se reconciliam.
Enquanto Rocky treina intensamente, Creed dedica mais atenção ao marketing pessoal do que à preparação física, subestimando o adversário. Na véspera da luta, Rocky visita o Spectrum, local do combate, e começa a duvidar de si mesmo. Em uma conversa com Adrian, confessa que não acredita que possa vencer, mas promete dar tudo de si para aguentar até o final da luta (algo que nenhum outro lutador conseguiu fazer contra Creed) a fim de provar seu valor.
No dia de Ano Novo, a luta acontece, com Creed fazendo uma entrada extravagante, vestido como George Washington e, em seguida, imitando o Tio Sam no ringue. Confiante demais, ele é surpreendido por Rocky, que o derruba logo no primeiro round (a primeira vez que isso acontece em sua carreira). A partir daí, Creed começa a levar a luta mais a sério, embora seu ego permaneça presente. O combate se estende por todos os quinze rounds, com ambos os lutadores sofrendo lesões significativas: Rocky, com os olhos inchados, precisa que sua pálpebra seja cortada para recuperar a visão, enquanto Creed, com hemorragia interna e costelas quebradas, tem dificuldade para respirar. A habilidade técnica de Creed acaba sendo equilibrada pela incrível resistência de Rocky e sua determinação em não cair. Ao final, exaustos, os dois concordam que não haverá revanche.
A luta é amplamente elogiada por comentaristas e pelo público. Após o gongo final, Rocky chama por Adrian, que invade o ringue com a ajuda de Paulie, e os dois se abraçam. Enquanto Jergens anuncia a vitória de Creed por decisão dividida, Rocky e Adrian declaram seu amor um pelo outro, sem se importar com o resultado da luta.

## Elenco

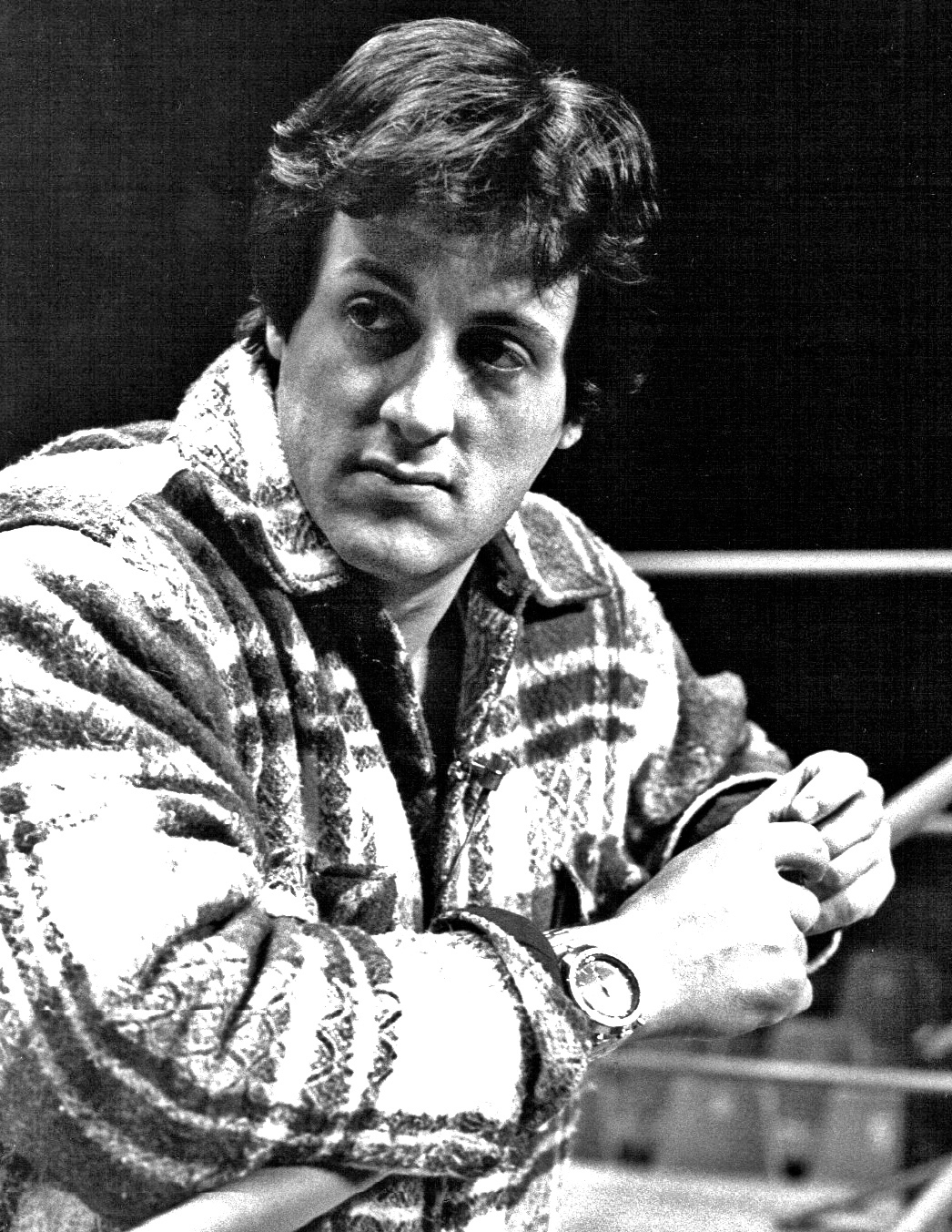
Sylvester Stallone em 1977.

- Sylvester Stallone como Rocky Balboa
- Talia Shire como Adrian Pennino
- Burt Young como Paulie Pennino
- Carl Weathers como Apollo Creed
- Burgess Meredith como Mickey Goldmill
- Thayer David como George Jergens
- Joe Spinell como Tony Gazzo
- Tony Burton como Tony "Duke" Evers
- Pedro Lovell como Spider Rico
- Jodi Letizia como Marie
- Joe Frazier como ele mesmo

## Produção

### Desenvolvimento e escrita
Sylvester Stallone escreveu o roteiro de Rocky em três dias e meio, logo após assistir à uma luta entre Muhammad Ali e Chuck Wepner que aconteceu no Richfield Coliseum em Richfield, Ohio, em 24 de março de 1975. Wepner foi nocauteado por Ali no 15º round da luta, com poucos esperando que ele durasse tanto quanto durou. Apesar da luta ter motivado Stallone a começar a trabalhar em Rocky ele negou que Wepner tenha fornecido qualquer inspiração para o roteiro. Outra inspiração para o filme pode ter incluído características dos boxeadores da vida real Rocky Marciano e Joe Frazier, bem como a autobiografia de Rocky Graziano Somebody Up There Likes Me e o filme de mesmo nome de 1956. Wepner processou Stallone mas, posteriormente, fez um acordo por um valor não revelado.
O ator Henry Winkler, co-estrela de Stallone em The Lords of Flatbush (1974), que então estourou como Arthur Fonzarelli na série Happy Days da ABC, disse que havia levado o roteiro aos executivos da rede. Eles expressaram interesse em transformá-lo em um filme feito para a televisão e chegaram a comprar o roteiro, mas insistiram que outra pessoa o reescrevesse. Ao saber da história, Stallone implorou a Winkler para não deixar a ABC trocar de roteirista, então Winkler voltou aos executivos e se ofereceu para devolver o dinheiro em troca dos direitos. Embora a ABC tenha recusado a princípio, Winkler disse que foi capaz de usar seu status como uma de suas maiores estrelas na época para convencê-los a vender os direitos de volta.
Na época, a Film Artists Management Enterprises - FAME, uma joint venture entre os agentes de talentos de Hollywood Craig T. Rumar e Larry Kubik, representava Stallone. Ele submeteu seu roteiro a Rumar e Kubik, que imediatamente viram o potencial para que ele fosse transformado em um filme. Eles ofereceram o roteiro a vários produtores e estúdios em Hollywood, mas foram repetidamente rejeitados porque Stallone insistiu que ele fosse escalado para o papel principal. Eventualmente, eles conseguiram uma reunião com a Winkler-Chartoff Productions (sem parentesco com Henry Winkler). Após repetidas negociações com Rumar e Kubik, a Winkler-Chartoff concordou com um contrato para Stallone ser o escritor e também estrelar o papel principal de Rocky.
A United Artists gostou do roteiro de Stallone e o viu como um veículo para uma estrela bem estabelecida como Robert Redford, Ryan O'Neal, Burt Reynolds ou James Caan. Os agentes de Stallone insistiram que o ator interpretasse o personagem-título, a ponto de emitir um ultimato. Stallone disse mais tarde que nunca teria se perdoado se o filme se tornasse um sucesso com outra pessoa no papel principal. Ele também sabia que o contrato dos produtores Irwin Winkler e Robert Chartoff com o estúdio lhes permitia "dar sinal verde" para um projeto se o orçamento fosse mantido baixo o suficiente. O orçamento de produção do filme acabou sendo de US$ 1.075.000, com mais US$ 100.000 gastos em honorários dos produtores e US$ 4,2 milhões em custos de publicidade.

### Pré-produção
Embora Chartoff e Irwin Winkler estivessem entusiasmados com o roteiro e a ideia de Stallone interpretar o personagem principal, eles estavam hesitantes em ter um personagem desconhecido como protagonista do filme. Os produtores também tiveram problemas para escalar outros personagens principais da história, com Apollo Creed e Adrian escalados excepcionalmente tarde para os padrões de produção. O boxeador da vida real Ken Norton foi inicialmente procurado para o papel de Apollo Creed, mas ele desistiu e o papel foi finalmente dado a Carl Weathers. Norton, em quem Creed foi vagamente baseado, lutou contra Muhammad Ali três vezes. De acordo com o livro The Rocky Scrapbook, Carrie Snodgress foi originalmente escolhida para interpretar Adrian, mas sua reivindicação por um salário alto forçou os produtores a procurar outra atriz. Susan Sarandon e Cher fizeram o teste para o papel, mas Sarandon foi considerada bonita demais para a personagem, enquanto Cher também pediu um cachê muito alto. Após a audição de Talia Shire, Chartoff e Winkler, e o diretor John G. Avildsen insistiram que ela interpretasse o papel.
O boxeador Joe Frazier, da Filadélfia, tem uma aparição especial no filme. Muhammad Ali, que lutou contra Frazier três vezes, influenciou o personagem de Apollo Creed. Durante a 49ª cerimônia do Oscar em 1977, Ali e Stallone encenaram um breve confronto cômico para mostrar que o filme não ofendeu Ali. Frazier afirmou que alguns dos momentos mais memoráveis do filme, como as cenas de Rocky socando as carnes no frigorífico e Rocky subindo as escadas do Museu de Arte da Filadélfia como parte de seu regime de treinamento, foram tirados de seus próprios costumes na vida real.
Devido ao orçamento relativamente baixo do filme, alguns membros da família de Stallone desempenharam papéis menores. O pai de Stallone aparece no filme tocando o sino para sinalizar o início e o fim de uma rodada nas lutas, enquanto seu irmão Frank interpreta um cantor de rua. Outras participações especiais incluem o ex-locutor esportivo de televisão da Filadélfia e depois de Los Angeles, Stu Nahan, interpretando a si mesmo, ao lado do apresentador de rádio e TV Bill Baldwin; enquanto Lloyd Kaufman, fundador da empresa de cinema independente Troma, aparece interpretando um bêbado no filme. Diana Lewis, então âncora de notícias em Los Angeles e mais tarde em Detroit, tem uma cena menor como repórter de notícias de TV. Tony Burton aparece como o treinador de Apollo Creed, Tony "Duke" Evers, um papel que ele reprisaria ao longo de toda a série Rocky, embora o personagem não seja nomeado até Rocky II (1979). Michael Dorn, que mais tarde ganharia fama como o Klingon Worf na série Star Trek: The Next Generation e Star Trek: Deep Space Nine, fez sua estreia como ator, embora sem créditos, como o guarda-costas de Creed.

### Filmagens
A fotografia principal de Rocky começou em 9 de janeiro de 1976. As filmagens ocorreram principalmente na Filadélfia, com algumas cenas sendo filmadas em Los Angeles. A casa de Rocky ficava na E Tusculum St 1818, na Filadélfia. A então novidade Steadicam, do inventor Garrett Brown, foi usada para obter uma fotografia suave enquanto corria ao lado de Rocky durante as sequências de treinamento de rua da Filadélfia e a subida das escadas do Museu de Arte, agora coloquialmente conhecido como Degraus de Rocky. A Steadicam também foi usada para algumas tomadas nas cenas de luta e pode ser vista ao lado do ringue durante algumas tomadas amplas da luta final. Rocky é frequentemente citado erroneamente como o primeiro filme a usar a tecnologia, embora tenha sido na verdade o terceiro, depois de Marathon Man e Bound for Glory (também lançados em 1976).
Certos elementos da história foram alterados durante as filmagens. O roteiro original tinha um tom mais sombrio: Mickey foi retratado como racista e o roteiro terminava com Rocky desistindo da luta após perceber que não queria mais fazer parte do mundo do boxe profissional.
Tanto Stallone quanto Weathers sofreram ferimentos reais durante as filmagens da luta final; Stallone teve as costelas machucadas e Weathers sofreu uma lesão no nariz, ferimentos opostos aos de seus personagens.
O primeiro encontro entre Rocky e Adrian, no qual Rocky suborna um funcionário do patins no gelo para permitir que eles patinem sozinhos após o horário de fechamento, foi filmado dessa forma devido a preocupações orçamentárias: a cena foi originalmente programada para ser rodada em uma pista de patinação pública durante o horário comercial normal, mas os produtores perceberam que não conseguiriam pagar as centenas de atores figurantes que seriam necessários.
O pôster visto acima do ringue antes da luta de Rocky contra Apollo Creed mostra Rocky vestindo shorts vermelhos com uma listra branca quando, na verdade, ele usa shorts brancos com uma listra vermelha. Quando Rocky reclama disso, o promotor George Jergens diz a ele: "Isso não importa, não é?". Avildsen disse que este foi um erro real cometido pelo departamento de adereços que eles não podiam se dar ao luxo de retificar, então a breve cena foi escrita para garantir que o público não a visse como uma gafe. Por outro lado, Stallone disse que ele realmente deveria usar shorts vermelhos com uma listra branca como Rocky, mas mudou para as cores opostas "no último momento". Da mesma forma, quando o robe de Rocky chegou muito largo no dia em que era necessário para as filmagens, Stallone escreveu um diálogo onde Rocky também reclama disso.
Na dublagem realizada pela Telecine no Brasil, o diálogo da cena em que Jergens encerra a luta no fim do filme foi alterado em relação à versão original. Na versão brasileira, Jergens anuncia que o combate terminou empatado, sem a atribuição de vitória a nenhum dos lutadores.[carece de fontes?]

## Música
O músico Bill Conti compôs a trilha sonora de Rocky. Conti havia composto uma trilha sonora para o filme W.W. and the Dixie Dancekings (1975), também do diretor John G. Avildsen, mas que a Fox acabou rejeitando. David Shire (então marido de Talia Shire) foi o primeiro a receber a chance de compor a música para Rocky, mas teve que recusar devido a compromissos anteriores. Avildsen entrou em contato com Conti sem qualquer ajuda do estúdio devido ao orçamento relativamente baixo do filme. Avildsen disse: "O orçamento para a música era de US$ 25 mil. E isso era para tudo: desde o cachê do compositor e dos músicos, até a locação do estúdio e gastos para as fitas na qual a trilha seria gravada".
A música-tema principal , "Gonna Fly Now", chegou ao primeiro lugar na Billboard Hot 100, permanecendo na liderança por uma semana (de 2 a 8 de julho de 1977). Anos depois, o American Film Institute a nomeou como a 58ª maior música da história do cinema estadunidense. O álbum da trilha sonora do filme foi lançado pela United Artists Records 12 de novembro de 1976. A EMI relançou o álbum nos formatos CD e fita cassete.
A faixa "Take You Back", de Frank Stallone, também está na trilha sonora. Frank aparece cantando a música no filme com outros amigos perto de uma lata de lixo pegando fogo enquanto Rocky passa pelas ruas.

## Lançamento e recepção
O filme começou seu circuito com duas estreias em Nova York, começando com uma premiere mundial no Paramount Theatre no sábado, 20 de novembro de 1976, seguido por outra no dia seguinte, domingo, 21 de novembro de 1976 no Cinema II. Mais uma estreia ocorreu em Los Angeles em 1º de dezembro de 1976, seguido por um lançamento comercial completo em 3 de dezembro de 1976, em toda a América do Norte.

### Desempenho comercial
Durante sua premiere no Cinema II, Rocky arrecadou US$ 5.488, batendo o recorde de bilheteria do local. Quando foi lançado nacionalmente, arrecadou US$ 5 milhões durante seu primeiro fim de semana amplo e teve um bom desempenho consistente por oito meses, eventualmente atingindo uma receita de US$ 117 milhões nas bilheterias da América do Norte. Ajustado pela inflação em 2018, o filme arrecadou mais de US$ 500 milhões somente na América do Norte. No exterior, Rocky arrecadou mais US$ 107 milhões, obtendo um total de bilheteria mundial de US$ 225 milhões. Com seu orçamento de produção de cerca de US$ 1 milhão, Rocky se tornou lembrado por seu retorno de bilheteria percentual mundial de mais de onze mil por cento. Conseguiu se tornar o filme de maior bilheteria lançado em 1976 nos Estados Unidos e Canadá e o segundo filme de maior bilheteria de 1977, atrás de Star Wars.

### Resposta da crítica
O longa recebeu críticas bastante positivas na época de seu lançamento. Roger Ebert, crítico do Chicago Sun-Times, deu 4 de 4 estrelas em sua crítica sobre o filme e disse que Stallone o remetia o "jovem Marlon Brando". A revista Box Office Magazine afirmou que o público estaria "promovendo Sylvester 'Sly' Stallone como uma nova estrela". Frank Rich gostou do filme, chamando-o de "quase 100 por cento sentimentalista", mas favorecendo-o em relação ao cinismo que prevalecia nos filmes da época, embora ele se referisse ao enredo como "artificial" e ao roteiro "pesado".
Até hoje o filme goza de uma reputação como um clássico e ainda recebe elogios quase universais. No agregador de críticas Rotten Tomatoes, Rocky tem uma taxa de aprovação de 93% com base em 75 avaliações, obtendo uma classificação média de 8,4/10; o consenso dos críticos do site afirma: "Esta história de um boxeador azarado é completamente previsível, mas o roteiro de Sylvester Stallone e a atuação impressionante no papel-título superam tais reclamações". O portal Metacritic atribui ao filme uma pontuação 70/100, com base em 14 críticos, indicando críticas "geralmente favoráveis". Uma das várias críticas positivas oriundas da internet veio do site da BBC Films, com o crítico Almar Haflidason e os usuários online da BBC premiando o filme com cinco estrelas.
Ainda sim, o filme não escapou de críticas negativas. Vincent Canby, em resenha para o The New York Times, chamou-o de "puro faz de conta dos anos 30" e rejeitou tanto a atuação de Stallone quanto a direção de Avildsen, chamando esta última de "nada muito decisiva". Várias críticas, incluindo a de Richard Eder (assim como a crítica negativa de Canby), compararam o trabalho de Stallone ao de Frank Capra. Andrew Sarris achou as comparações com Capra hipócritas: "Os filmes de Capra projetavam mais desespero no fundo do que um filme como Rocky poderia imaginar, e a maioria dos filmes de ringue anteriores foram muito mais cínicos sobre a cena de luta"; comentando sobre o trabalho de Rocky para um agiota, Sarris diz que o filme "oscila à beira de gangsters sentimentais". Ele achou Meredith "estranhamente escalado para o tipo de papel que o falecido James Gleason costumava usar para 'palitar os dentes'".

### Prêmios e indicações
| Award         | Category                        | Nominee(s)                                                                    | Result   | Ref.   |
| ------------- | ------------------------------- | ----------------------------------------------------------------------------- | -------- | ------ |
| Oscar 1977    | Melhor filme                    | Robert Chartoff e Irwin Winkler                                               | Venceu   | [ 59 ] |
| Oscar 1977    | Melhor direção                  | John G. Avildsen                                                              | Venceu   | [ 59 ] |
| Oscar 1977    | Melhor ator                     | Sylvester Stallone                                                            | Indicado | [ 59 ] |
| Oscar 1977    | Melhor atriz                    | Talia Shire                                                                   | Indicado | [ 59 ] |
| Oscar 1977    | Melhor ator coadjuvante         | Burgess Meredith                                                              | Indicado | [ 59 ] |
| Oscar 1977    | Melhor ator coadjuvante         | Burt Young                                                                    | Indicado | [ 59 ] |
| Oscar 1977    | Melhor roteiro original         | Sylvester Stallone                                                            | Indicado | [ 59 ] |
| Oscar 1977    | Melhor edição                   | Richard Halsey e Scott Conrad                                                 | Venceu   | [ 59 ] |
| Oscar 1977    | Melhor canção original          | "Gonna Fly Now" Música por Bill Conti; Letras por Carol Connors e Ayn Robbins | Indicado | [ 59 ] |
| Oscar 1977    | Melhor som                      | Harry Warren Tetrick, William McCaughey, Lyle J. Burbridge e Bud Alper        | Indicado | [ 59 ] |
| Prêmios BAFTA | Melhor filme                    | John G. Avildsen                                                              | Indicado | [ 60 ] |
| Prêmios BAFTA | Melhor direção                  | John G. Avildsen                                                              | Indicado | [ 60 ] |
| Prêmios BAFTA | Melhor ator em cinema           | Sylvester Stallone                                                            | Indicado | [ 60 ] |
| Prêmios BAFTA | Melhor roteiro                  | Sylvester Stallone                                                            | Indicado | [ 60 ] |
| Prêmios BAFTA | Melhor edição                   | Richard Halsey                                                                | Indicado | [ 60 ] |
| Globo de Ouro | Melhor filme – Drama            | Melhor filme – Drama                                                          | Venceu   | [ 61 ] |
| Globo de Ouro | Melhor ator em filme dramático  | Sylvester Stallone                                                            | Indicado | [ 61 ] |
| Globo de Ouro | Melhor atriz em filme dramático | Talia Shire                                                                   | Indicado | [ 61 ] |
| Globo de Ouro | Melhor direção                  | John G. Avildsen                                                              | Indicado | [ 61 ] |
| Globo de Ouro | Melhor roteiro                  | Sylvester Stallone                                                            | Indicado | [ 61 ] |
| Globo de Ouro | Melhor trilha sonora original   | Bill Conti                                                                    | Indicado | [ 61 ] |

## Legado
O Directors Guild of America concedeu ao filme seu prêmio anual de melhor produção do ano em 1976; além disso, entidade elegeu Rocky como o 65º filme melhor dirigido de todos os tempos, e em 2006, o roteiro original de Sylvester Stallone para o filme foi selecionado pelo Writers Guild of America como o 78º melhor roteiro de todos os tempos. Em uma pesquisa de 2012 com membros do Motion Picture Editors Guild, Rocky foi eleito um dos 75 filmes mais bem editados de todo o cinema.
Em 2006, a Biblioteca do Congresso selecionou Rocky para preservação no National Film Registry dos Estados Unidos por ser "culturalmente, historicamente ou esteticamente significativo".
Em 1998, o American Film Institute - AFI, classificou Rocky como o 78º melhor filme do cinema americano; a classificação do filme subiu para a posição #57 na edição atualizada da lista em 2007. Além disso, em junho de 2008, a AFI revelou suas dez listas "Top 10", mostrando os dez melhores filmes americanos clássicos em dez gêneros, após entrevistar mais de 1.500 pessoas da comunidade criativa. Rocky foi eleito como o segundo melhor filme esportivo, depois de Raging Bull (1980).
O estudioso de cinema Steven J. Schneider incluiu Rocky em seu livro 1001 Filmes para Ver antes de Morrer, escrevendo que o filme é "frequentemente esquecido como sentimentalismo". O portal FilmSite.org, uma subsidiária da American Movie Classics, incluiu o filme em sua lista dos 300 maiores filmes de todos os tempos. Além disso, o Films101.com classificou o filme como o 228º melhor de todos os tempos.
Em 2006, a revista britânica Total Film classificou Rocky em 71º lugar na lista dos 100 maiores filmes de todos os tempos. Com base numa pesquisa com leitores em 2020, o filme ficou em 60º lugar na lista dos "100 Maiores Filmes de Todos os Tempos" da revista Rolling Stone Australia. Além disso, a Rolling Stone americana classificou Rocky em 2º lugar na lista dos 30 maiores filmes de esportes.
Em 2022, a Esquire incluiu o filme em sua lista dos "100 melhores filmes de todos os tempos"; a revista também incluiu Rocky e seu spinoff Creed (2015) em sua lista dos "30 melhores filmes de esportes de todos os tempos". Em 2023, o blog Slashfilm incluiu Rocky em sua lista dos "100 melhores filmes de todos os tempos", votada por uma seleção de seus escritores e editores. Em 2024, o site de notícias de entretenimento Comic Book Resources classificou o filme em 23º lugar em sua lista dos "55 melhores filmes de todos os tempos", enquanto a revista Parade classificou o filme em 45º lugar em sua lista dos "100 melhores filmes de todos os tempos".
Em 2014, Rocky foi classificado na posição #95 pela revista britânica Empire em sua lista dos "301 Maiores Filmes de Todos os Tempos"; em 2008, o filme já havia constado na posição #370 na lista anterior feita pela mesma revista dos "500 maiores filmes". Por outro lado, em uma pesquisa de 2005 também da Empire, Rocky ficou em 9º lugar em sua lista dos "10 Piores Filmes que venceram o Óscar de Melhor Filme".
Em junho de 2014, o The Hollywood Reporter compilou uma lista dos 100 melhores filmes já feitos, entrevistando especialistas da indústria cinematográfica sobre seus filmes favoritos de todos os tempos, com Rocky conquistando 91º lugar. No ano seguinte, o The Hollywood Reporter entrevistou centenas de membros da Academia, pedindo que votassem novamente em decisões polêmicas do passado; os membros da Academia indicaram que, se tivessem uma segunda chance, concederiam o Óscar de melhor filme de 1977 a All the President's Men em vez de Rocky.
A revista Time Out classificou Rocky em primeiro lugar em sua lista dos "50 melhores filmes de esportes de todos os tempos". Em sua lista dos "50 maiores filmes de esportes de todos os tempos", o site de notícias de entretenimento Vulture classificou Rocky em terceiro lugar. Em 2015, o site Thrillist compilou uma lista dos "1001 melhores filmes de todos os tempos" considerando as classificações do IMDb, Rotten Tomatoes, Metacritic e Letterboxd, com Rocky ficando em 589º lugar.
Em 2021, o filme ficou em 2º lugar na lista "Top 20 Sports Movies of All-Time" da ESPN. Em 2024, a revista Forbes classificou Rocky em primeiro lugar em sua lista dos "42 Maiores Filmes de Esportes de Todos os Tempos".
O site de filmes britânico CinemaBlend classificou Rocky e Creed em primeiro e 17º lugar, respectivamente, em sua lista dos "25 melhores filmes de esportes". Em sua lista dos "100 melhores filmes de todos os tempos", o site de notícias de entretenimento Collider classificou Rocky em 94º lugar e em sua lista dos "30 maiores filmes de esportes de todos os tempos", o Collider classificou o filme em segundo lugar. Em sua lista dos "25 melhores filmes de esportes de todos os tempos", o site de notícias de entretenimento MovieWeb classificou Rocky em quarto lugar; o MovieWeb também classificou o filme em terceiro lugar em sua lista dos "20 filmes que representam a cultura americana".
Em sua lista dos "150 melhores filmes de esportes de todos os tempos", o Rotten Tomatoes classificou Rocky em 17º, bem como Creed em 2º. A revista Men's Health incluiu Rocky em sua lista dos "50 melhores filmes de esportes já feitos". A GQ britânica classificou o filme em 1º lugar em sua lista dos "22 melhores filmes de esportes".
O American Film Institute incluiu Rocky nas seguintes listas:
- 1998: Melhores filmes estadunidenses – #78[67]
- 2001: Filmes estadunidenses mais emocionantes – #52
- 2003: Maiores heróis e vilões do cinema:
  - Rocky Balboa – #7 (na lista de Heróis)[101]
- 2004: Melhores canções do cinema americano:
  - "Gonna Fly Now" - #58
- 2005: Melhores frases e citações do cinema:
  - "Yo, Adrian!" ("E aí, Adrian!"), dito por Rocky – #80[102]
- 2006: Filmes americanos mais inspiradores - #4[103]
- 2007: Melhores filmes estadunidenses (atualização) – #57[68]
- 2008: Melhores filmes esportivos americanos - #2[69]

O filme também foi indicado pra constar nas listas de maiores histórias de amor (Rocky e Adrian) e maiores trilhas sonoras, mas não foi finalista.

### Degraus de Rocky

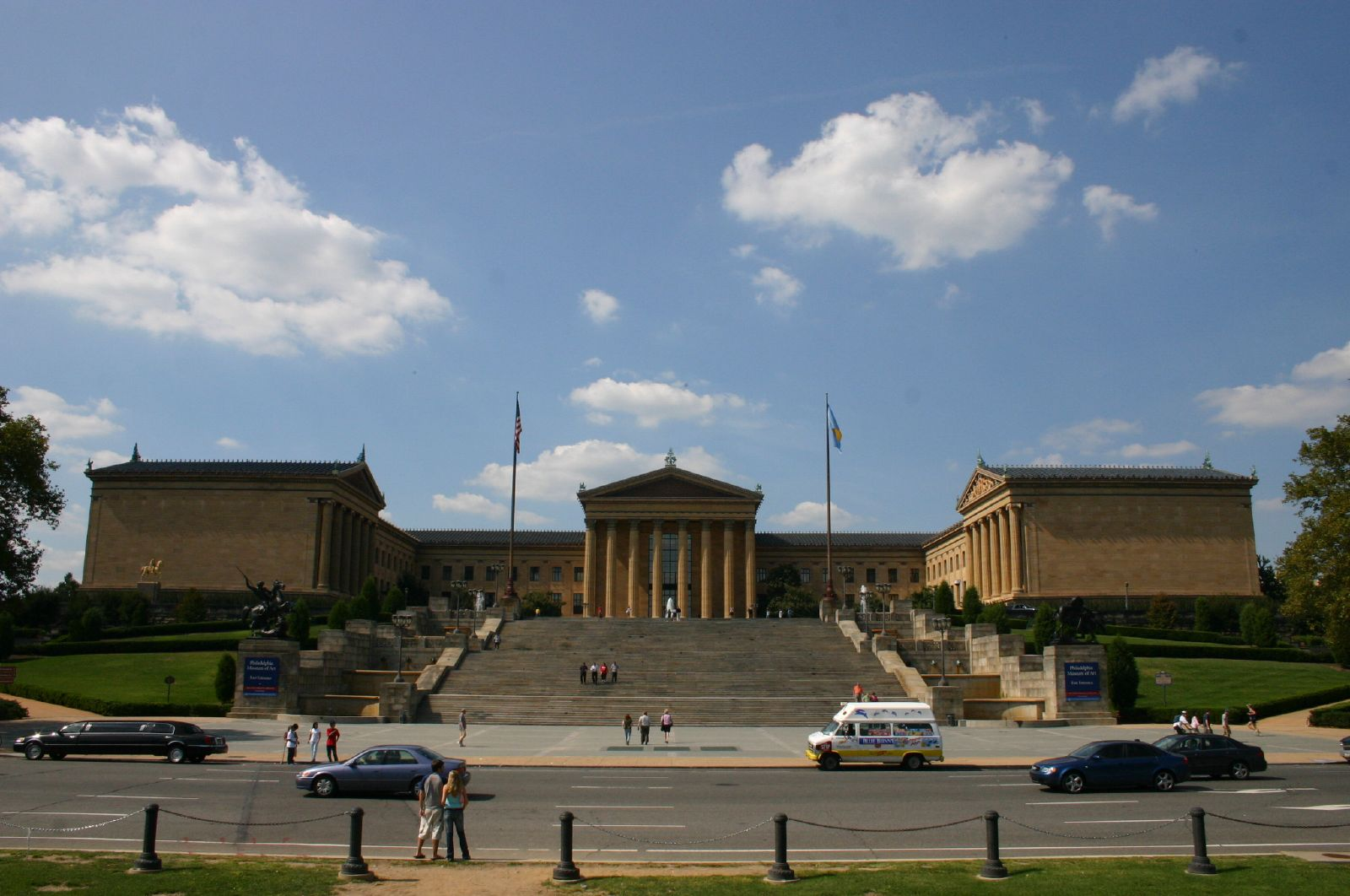
A escadaria de acesso do Museu de Arte da Filadélfia se tornou um ícone cultural da década de 1970 graças ao filme, passando a ser conhecida como "Os degraus de Rocky".

A famosa cena de Rocky subindo as escadas do Museu de Arte da Filadélfia se tornou simbólica, com as escadas adquirindo o título vernáculo de "Os degraus de Rocky". Em 1982, uma estátua de Rocky, encomendada por Stallone para Rocky III, foi colocada no topo da escadaria. O então diretor de comércio da cidade, Dick Doran, afirmou que Stallone e Rocky fizeram mais pela imagem da cidade do que "qualquer pessoa desde Ben Franklin".
Opiniões divergentes sobre a estátua e sua localização levaram à sua realocação para a calçada em frente à Spectrum Arena, embora a estátua tenha sido temporariamente devolvida ao topo da escadaria em 1990 para Rocky V, e novamente em 2006 para as comemorações do 30º aniversário do filme original (embora desta vez tenha sido colocada na base da escadaria e não ao topo). Mais tarde naquele ano, ela foi movida permanentemente para um outro local próximo os degraus.
A cena é frequentemente parodiada em outras mídias. No filme de 2008 You Don't Mess with the Zohan, o inimigo de Zohan, Phantom, passa por uma sequência de treinamento que parodia Rocky com Phantom terminando correndo por uma duna do deserto e levantando as mãos em vitória. No final da quarta temporada de The Fresh Prince of Bel-Air, quando os créditos rolam no final do episódio, Will é visto subindo as escadas do Museu de Arte da Filadélfia; no entanto, enquanto comemora após terminar sua escalada, ele desmaia de exaustão e, enquanto ele está inconsciente no chão, um batedor rouba sua carteira e seu chapéu de lã. Em The Nutty Professor (1996), há uma cena em que Sherman Klump (Eddie Murphy) se esforça para subir correndo uma longa escadaria em seu campus universitário, dando socos vitoriosos no topo.
Em 2006, o canal de televisão estadunidense E! nomeou a cena em que Rocky corre pelas escadas como o 13ª momento mais incrível do entretenimento.
Durante o revezamento da tocha dos Jogos Olímpicos de Verão de 1996, Dawn Staley, esportista natural da Filadélfia, foi escolhida para subir os degraus do museu. Em 2004, o candidato à presidência dos Estados Unidos John Kerry encerrou sua campanha pré-convenção aos pés dos degraus, antes de ir a Boston para aceitar a indicação de seu partido para presidente.

## Outras mídias

### Sequências espinoffs
O sucesso do longa originou mais oito filmes, sendo cinco sequências diretas, começando com Rocky II em 1979, seguido por Rocky III em 1982, Rocky IV em 1985, Rocky V em 1990 e Rocky Balboa em 2006. Dois spinoffs, Creed e Creed II, foram lançados em 2015 e em 2018, respectivamente; uma sequência destes, intitulada Creed III, foi lançada em 2023 sem a participação de Stallone.
Em julho de 2019, Stallone disse em uma entrevista que havia discussões em andamento sobre uma prequela do filme original baseada na vida do jovem Rocky Balboa.

### Novelização
Após o lançamento do filme, uma novelização em brochura do roteiro escrito por Rosalyn Drexler sob o pseudônimo de Julia Sorel e publicado pela Ballantine Books foi lançada.

### Jogos de videogame
Vários jogos eletrônicos foram produzidos com base no filme. O primeiro deles, Rocky foi lançado em 1987 para o Master System. Um segundo jogo homônimo foi lançado em 2002 para a plataforma GameCube, Game Boy Advance, PlayStation 2 e Xbox, com uma sequência, Rocky Legends, lançada em 2004 para PlayStation 2 e Xbox. Em 2016, a Tapinator lançou um jogo para celular chamado ROCKY para a plataforma iOS, com um lançamento planejado para 2017 para as plataformas Google Play e Amazon.

### Musical
Um musical foi escrito por Stephen Flaherty e Lynn Ahrens (letras e música), com o livro de Thomas Meehan, baseado no filme. O musical estreou em Hamburgo, Alemanha, em outubro de 2012. Começou as apresentações no Teatro Winter Garden na Broadway em 11 de fevereiro de 2014 e estreou oficialmente em 13 de março de 2014.

### Documentários
Rocky é destaque no documentário de 2017 John G. Avildsen: King of the Underdogs sobre o diretor do filme que venceu o Óscar por Rocky, John G. Avildsen. O documentário foi dirigido e produzido por Derek Wayne Johnson.
Stallone posteriormente escolheu Johnson para dirigir e produzir um documentário sobre a produção do primeiro Rocky, intitulado 40 Years of Rocky: The Birth of a Classic, que foi lançado em 2020. O documentário apresenta Stallone narrando cenas dos bastidores da produção do filme.

### Museu Nacional da História Americana
O robe de cetim vermelho e o chapéu preto usados por Stallone em Rocky estão expostos no Museu Nacional da História Americana. Da mesma forma, as luvas vermelhas usadas por Stallone em Rocky II, seus sapatos de boxe Nike brancos e o calção de boxe listrado de Rocky III estão guardados no museu. Todos os itens ficaram em exibição por um período temporário após serem doados pelo próprio Stallone em 2006 e, desde então, foram movidos para os arquivos do museu.